# Колюшковые
Колюшковые (лат. Gasterosteidae) — семейство лучепёрых рыб из отряда скорпенообразных, насчитывающее 5 родов и от 8 до 18 видов. У всех представителей имеются колючки перед спинным плавником, брюшной плавник отсутствует у многих видов или представлен одной колючкой и одним или двумя мягкими лучами, брюшной щит образован срастанием тазовых костей, чешуя отсутствует. При нападении хищника колюшки растопыривают свои острые спинные и брюшные шипы, обыкновенно плотно прилегающие к телу, и иглы эти вонзаются в пасть хищника. Также они взъерошиваются и в драках между собой (что случается очень часто) и вообще в минуту опасности.
В семействе представлены морские, солоноватоводные и пресноводные виды. Колюшки считаются сорными рыбами, очень прожорливы, активно поедают икру других видов рыб, в том числе ценных для промысла. В прудах, куда они проникают, трудно развести какую-либо другую рыбу. При ловле на удочку легко заглатывают насадку, даже пустой крючок. Промыслового значения не имеют.

## Наиболее известные виды

### Трёхиглая колюшка
На спине трёхиглой колюшки (лат. Gasterosteus aculeatus) расположены 3 колючки, а по бокам тела — поперечные костяные пластинки (обычно 24—30), заменяющие чешую и постепенно суживающиеся к хвосту. Аналогичные пластинки находятся также на спине от затылка до начала хвостового плавника. Окраска спины — зеленовато-бурая, бока туловища и брюхо серебристые. Взрослые особи достигают 5—6 см в длину.
У трёхиглой колюшки различают две морфы: проходную и пресноводную. Большинство особей проходной формы после нереста погибают.

### Четырёхиглая колюшка
Четырёхиглая колюшка (лат. Apletes quadracus) не имеет костных пластинок на боках, кожа голая, питается в основном планктонными ракообразными. Обитает в солёной морской воде, заходит в опреснённые воды, изредка встречается и в пресной воде.

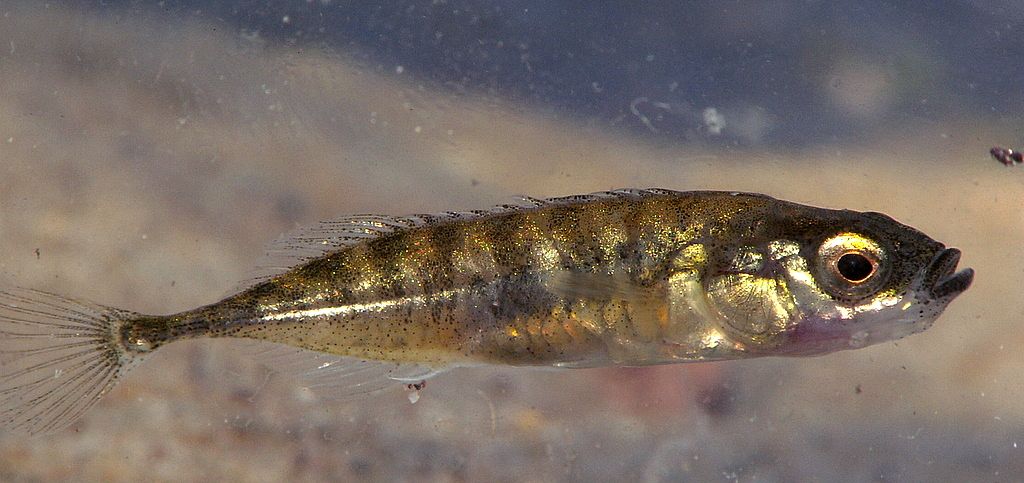
Фотография девятииглой колюшки

### Девятииглая колюшка
Девятииглым колюшкам (лат. Pungitius pungitis) присуще большое число спинных колючек (9—10) и голое вытянутое тело. Спина зеленовато-бурая с чёрными полосками, брюхо серебристое. Во время нереста у самцов бока и брюхо становятся чёрными, а брюшные колючки белыми. По размеру девятииглая колюшка меньше, чем трёхиглая.

### Малая южная колюшка
Малая южная колюшка (лат. Pungitius platygaster) относится к роду многоиглых колюшек. Тело сравнительно толстое, голова крупная. Достигает в длину 3,5—5,5 см, иногда — до 7 см. На боках туловища расположены костные пластинки. Брюшной щит гораздо шире, чем у других видов. Киля на хвостовом стебле нет. Образует ряд местных форм.

### Морская колюшка
Морская колюшка (лат. Spinachia spinachia), или пятнадцатииглая, характеризуется наличием на спине 14—16 небольших спинных колючек, стройным, веретенообразным телом с длинным и тонким хвостовым стеблем и короткими, из 5—8 лучей, спинным и анальным плавниками. Спина и хвост имеют зеленовато-бурый, бока — золотистый цвет. Во время нереста окраска самцов становится синей. Взрослые особи достигают 17—20 см в длину. Держится более уединённо, чем другие колюшки, не собирается в стаи.

### Ручьевая колюшка
Ручьевая колюшка (лат. Culaea inconstans) имеет 4—6 (обычно 5) шипов перед спинным плавником, длина тела до 6 см. Этот вид очень активен и многочислен. Весной самцы приобретают ярко-красный цвет.

## Распространение
Малая южная колюшка водится в опреснённых районах Чёрного, Азовского и Каспийского морей, в низовьях Днепра, в Северском Донце и других реках, впадающих в эти моря.
Трёхиглая и девятииглая колюшки водятся почти во всех странах Европы. В России чаще всего встречаются в реках, впадающих в Балтийское и Белое моря, в реках и озёрах Ленинградской области, в Онежском и смежных озёрах.
Морская колюшка — морская прибрежная рыба, обитает у скалистых берегов Западной Европы от Бискайского залива до Северной Норвегии, в Балтийском море — до Финского залива.

## Размножение
Нерестятся в апреле—мае, во время нереста приобретают более яркую окраску. Плодовитость от 100 до 120 икринок. Нерест длится более месяца, а у девятииглой даже до конца июля. Во время нереста самцы строят гнёзда, обычно размером с кулак: вначале вырывает ямку на дне (трёхиглая), набирая в рот песок и относя его в сторону, затем приносит во рту травинки и обрывки водорослей. Слизью с боков тела склеивают всё это в плотный ком. Рыбка делает в нём тоннель. Готовое гнездо у трёхиглой колюшки зарыто в ил и почти незаметно, а у девятииглой почти не отличается от листов водяного растения, к которому прикрепляется. Самец приглашает самку в гнездо, где она откладывает икру. Икринки обычно жёлтого (у некоторых видов — янтарного) цвета, диаметром около 1,6 мм, слипаются в комки. У многоиглых колюшек некоторые самцы выглядят и ведут себя как самки, но вымётывают не икру, а молоки, а об их потомстве заботятся «обычные» самцы. Сразу же после икрометания самец прогоняет самку, поскольку она может съесть собственное потомство, и оплодотворяет икру. Самцы проветривают гнездо, обеспечивая ток воды, и охраняют потомство 10—14 дней.
Только что вышедшие личинки схожи у всех видов колюшек, имеют длину около 4,5 мм, отличаются пигментацией. Первые дни самец старательно смотрит за молодью и не даёт далеко уплывать от гнезда. С начала нереста пищевод у самца зарастает, не давая ему питаться, но с окончанием охраны потомства самец снова может есть и съедает нескольких мальков.

## Классификация
В семейство включают 5 родов:
- Apeltes DeKay, 1842
- Culaea Whitley, 1950
- Gasterosteus Linnaeus, 1758
- Pungitius Coste, 1848
- Spinachia Cuvier, 1816

## В культуре
В Кронштадте установлен «Памятник блокадной колюшке».